# Aquí se pasa mundial
Aquí se pasa Mundial fue un programa de televisión chileno, transmitido por Canal 13 con motivo de la Copa Mundial de Fútbol de 2002, que era conducido por Cecilia Bolocco y Álvaro Salas.

## Historia
Tras la negativa de Álvaro Salas de coanimar El lunes sin falta con Margot Kahl y la renuncia de Raúl Alcaíno a Canal 13, la estación televisiva decidió crear dos programas en horario estelar en mayo de 2002, uno para Kahl, coanimado por el humorista Coco Legrand, que se tituló Por fin es lunes (emitido los días lunes), y otro para Salas junto a Cecilia Bolocco, Aquí se pasa mundial, emitido los días jueves. Salas y Bolocco no coconducían un programa desde Viva el lunes, finalizado en 2001.
Aquí se pasa mundial fue estrenado el 23 de mayo de 2002 —a ocho días del comienzo de la Copa Mundial de Fútbol de 2002— y en su primera edición tuvo como invitado principal al exfutbolista argentino Diego Maradona. Su debut fue un fracaso en audiencia, siendo ampliamente superado por el programa Informe especial de TVN, que obtuvo 26,6 puntos.
El programa duró una temporada, dado que Bolocco no renovó contrato con Canal 13 para 2003, ya que se dedicaría a la campaña presidencial de su entonces marido, Carlos Menem, por la presidencia de Argentina. Salas junto a Luis Jara —recién contratado por Canal 13— estrenaron en 2003 el programa Vértigo, también emitido los jueves en horario prime.